# Club Deportivo Universidad Católica (rugby)
La rama de Rugby del Club Deportivo Universidad Católica es un equipo de Rugby chileno, de la ciudad de Santiago, en la Región Metropolitana. 
Desde 1948 Universidad Católica se desempeña en el Campeonato Central de Rugby de la Asociación de Rugby Santiago (ARUSA), del que se ha consagrado campeón en 20 oportunidades, siendo, a la fecha, el equipo más ganador del principal certamen del rugby de Chile. Su tradicional rival es Old Grangonian Club (Old Boys), institución frente a la que disputa el denominado el Derby de la Ovalada Chilena.

## Historia
Aun cuando el rugby ya se practicaba al interior de la Pontificia Universidad Católica de Chile desde 1933, año en el que, en el marco del cierre de las competencias atléticas inter-facultades, se enfrentaron los combinados de Arquitectura-Ingeniería y Politécnico con resultado de 17 a 9, la Rama de Rugby del Club Deportivo Universidad Católica fue fundada oficialmente en mayo de 1942 por iniciativa de entre otros Jorge Jhonson, Mauricio Wainer y Sergio Urrejola, quienes además contaron con el apoyo de Alberto Zamorano, difusor del rugby en la Universidad de Chile.
Cabe destacar, además, que entre los años 2000 y 2002 Universidad Católica compitió de manera paralela en Campeonato Central de la Asociación de Rugby de Santiago y en Torneo del Oeste de la Unión de Rugby de Cuyo, transformándose el primer club chileno en participar oficialmente de un torneo de Argentina.

### Jugadores destacados
- Alfonso Escobar
- Nicolás Arancibia
- Bernardo García
- Sebastián Gajardo
- Sebastián Pinto Santos
- Enrique Roselo
- Jorge Andrés Gardulski
- Fernando Paulsen
- Jorge Pizarro
- Orlando Orozco
- Luciano Oliventti
- Eduardo Ballebona
- Cristian Jory
- Sebastian Loyola
- Andrés Macdonell
- Alexander Sutulov
- Andrés Munoz
- Fernando Campero
- Cristian Fuenzalida
- Pablo De Maria
- Cristóbal Rencoret
- Gabriel Rozas
- Héctor Ortega
- Ian macdonell
- Dennis Ringling
- Alberto Irusta

## Recinto deportivos

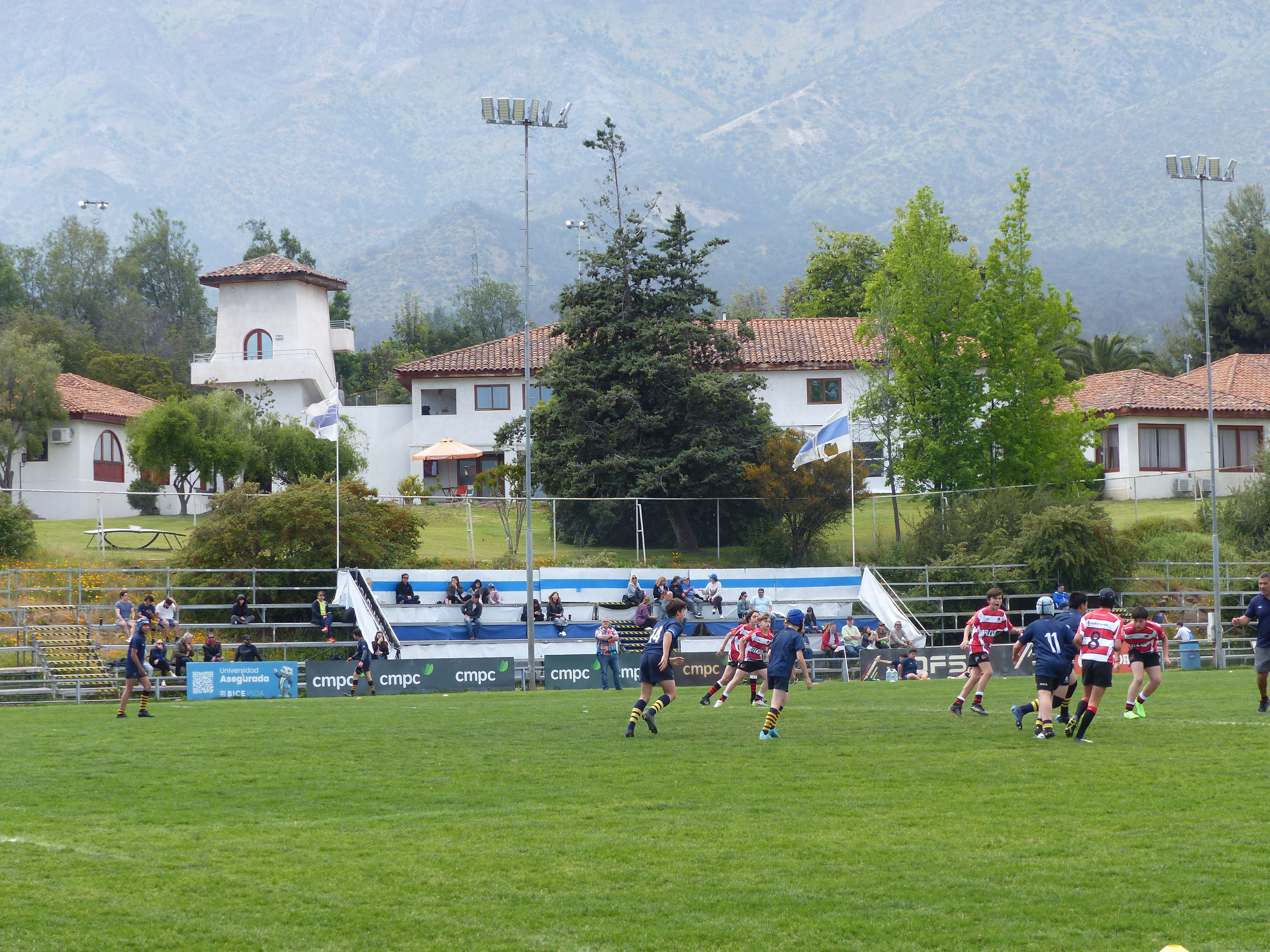
Vista de una de las canchas de rugby.

El 12 de noviembre de 1983, se inauguró el complejo de rugby “Alberto Jory" ubicado en el Complejo Deportivo San Carlos de Apoquindo. Cuenta con dos canchas, una de césped natural y otra sintética. En Complejo de rugby se realizó el Mundial Juvenil de 2001, además se festejaron títulos como el Apertura ARUSA 2015.

## Palmarés

### Torneos regionales
- Subcampeón del Torneo Regional del Oeste (Argentina) (1): 2000[5]

### Torneos nacionales
- Campeonato Central de Rugby (20): 1949, 1964, 1965, 1975,[6] 1987, 1988, 1989, 1990, 1992, 1995, 1996, 1997, 1998, 1999, 2002, 2003, 2004, 2006, 2009, 2019
- Torneo Nacional de Clubes - Copa Chile (1): 2023[7]
- Torneo de Apertura (10): 1989,[8] 1991, 1994, 1997, 2004, 2005,[9] 2007,[10][9] 2009, 2013,[11] 2015[12]
- Torneo de Clausura (1): 2001[13]
- Nacional de Clubes: 2003[14]
- Circuito de Seven a Side Arusa (1): 2013
- Seven Old Georgians:

 (1): 2013
- Seven Old Boys:

 (1): 2012
- Seven PWCC:

 (1): 2013
- Seven de Los Andes:

 (1): 2013
 (1): 2012
- Seven de Maccabi:

 (1): 2011
- Copa de Oro Seven:

 (1): 1952 2008
- Seven de Curicó:

 (1): 2012
- Campeonato Seven de Chile:

 (1): 2001
- Campeonato Seven de Viña del Mar:

 (1): 2011
- Campeonato Interfacultades (Novatos): 1961[22]
- Campeonato Representaciones Completas: 1961[22]

Equipo Senior (Burros)
- Torneo Central Segunda División: 2001,[23] 2003[24]

Equipo Reserva
- Torneo Central: 1988, 1999,[25] 2008, 2009
- Torneo de Apertura: 2006
- Copa de Oro Campeonato Seven de Chile: 2001[26]

Tercer Equipo
- Campeonato de Chile: 1961[22]

Equipo Intermedia
- Torneo Central: 2006, 2008, Apertura 2012[27]
- Primavera (Arusa): 2008

Equipo Juvenil
- Torneo Central: 2008, 2009, 2011, 2016, 2018[28]

Equipo Infantil
- Torneo Central: 1988